# Тънкоклюн брегобегач
Тънкоклюн брегобегач (Calidris tenuirostris) е вид птица от семейство Бекасови (Scolopacidae). Видът е световно застрашен, със статут Уязвим.

## Разпространение и местообитание
Разпространен е в Австралия, Бангладеш, Бруней, Виетнам, Гуам, Източен Тимор, Индия, Индонезия, Иран, Китай, Кувейт, Малайзия, Мианмар, Микронезия, Обединените арабски емирства, Оман, Пакистан, Палау, Папуа Нова Гвинея, Русия, Саудитска Арабия, Северна Корея, Северни Мариански острови, Сингапур, Тайланд, Филипините, Хонконг, Шри Ланка, Южна Корея и Япония.